# Dolores Morcillo
María Dolores Morcillo Gómez (Don Benito, 1953) pintora belga nacida en Badajoz y establecida en Bruselas a los 15 años. 
Comenzó a pintar al óleo en 1993, en 1999 empezó a pintar cuadros originales y en 2002 realizó su primera exposición en la galería del Grand Sablon en Bruselas. Los visitantes se quedaron entusiasmados con sus cuadros coloristas y gracias a su página web, varios marchantes americanos de Atlanta fueron a Bruselas a descubrir su estilo particular y en 2003 expuso en Estados Unidos.